# Backlash 2003
Backlash 2003 è stata la quinta edizione dell'omonimo pay-per-view prodotto dalla World Wrestling Entertainment. L'evento si è svolto il 27 aprile 2003 al Worcester Centrum nella città di Worcester in Massachusetts. La vendita dei biglietti ha raggiunto i 450 000 dollari, all'arena vi erano 10 000 persone e la colonna sonora è stata Remedy dei Cold.

## Storyline

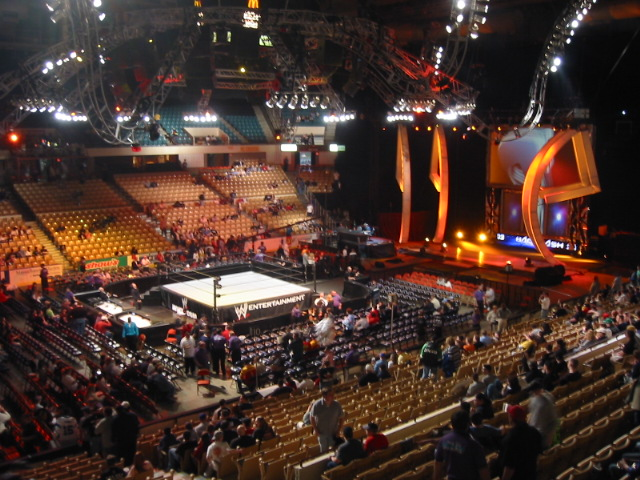
Lo stage dello show

Steve Austin venne licenziato dalla WWE nella puntata di Raw successiva a WrestleMania XIX, nell'ambito della storyline, dall'allora general manager dello show, Eric Bischoff, a causa di motivi di salute. Austin venne successivamente licenziato ancora una volta, in questo caso in qualità di co-general manager di Raw, dalla amministratore delegato della federazione, Linda McMahon, il 2 aprile. Più tardi quella stessa notte The Rock prese in giro Austin per il suo licenziamento. Nel frattempo quest'ultimo aveva lanciato una sfida il 31 marzo a qualsiasi wrestler avesse avuto il coraggio di affrontarlo in un match. Goldberg fece il suo debutto nella WWE quella sera e rispose alla sfida di The Rock, colpendolo con una spear. The Rock decise nella puntata di Raw del 14 aprile di accettare la sfida di Goldberg, dopo averla rifiutata la settimana precedente, e venne sancito un match tra i due a Backlash.
Durante la puntata di SmackDownǃ successiva a WrestleMania venne annunciato da Stephanie McMahon, general manager dello show, che Kurt Angle aveva accusato una tendinite e un infortunio al collo. Con Angle costretto a stare fuori dai giochi per qualche mese, la McMahon decise di indire un torneo che avrebbe determinato il primo sfidante al WWE Championship di Brock Lesnar a Backlash. John Cena divenne lo sfidante al titolo dopo aver sconfitto Chris Benoit nel match finale del torneo nella puntata di SmackDownǃ del 17 aprile.
Nella puntata di Raw successiva a WrestleMania, Booker T sconfisse Chris Jericho per squalifica a causa dell'interferenza di Ric Flair, che attaccò Booker T. Ad unirsi al pestaggio arrivò anche Triple H ed in aiuto di Booker si presentò Shawn Michaels, ma ciò non servì a nulla, dato che i due si trovarono in inferiorità numerica. La settimana successiva, a Raw, anche Kevin Nash (rientrato dopo un lungo infortunio) entrò nella faida, interferendo in un tag team match tra Booker e Michaels contro Flair e Jericho, attaccando quest'ultimi. La settimana successiva, a Raw, Nash si confrontò con Michaels e Triple H, dicendo che era intervenuto per ristabilire la pace tra i due, in modo tale da farli tornare amici proprio come ai vecchi tempi; però HHH non ascoltò Nash e venne sancito un Six-man tag team match tra il team composto da Kevin Nash, Shawn Michaels e Booker T e quello composto da Triple H, Ric Flair e Chris Jericho per Backlash. Nell'ultima puntata di Raw prima di Backlash, il match valido per il World Heavyweight Championship tra il campione Triple H e lo sfidante Booker T, con Shawn Michaels come arbitro speciale, terminò in no-contest a causa dell'intervento di Flair e Jericho. Successivamente anche Nash intervenne, scacciando Flair e Jericho, per poi aiutare Michaels e Triple H a rialzarsi in piedi, salvo poi prendersi un low-blow da parte di Triple H.

### Torneo per determinare lo sfidante al WWE Championship
Il torneo per determinare lo sfidante al WWE Championship si è svolto tra 1º aprile al 15 aprile 2003.
|  | Quarti di finale SmackDown! (1º aprile 2003) | Quarti di finale SmackDown! (1º aprile 2003) | Quarti di finale SmackDown! (1º aprile 2003) |              |                | Semifinali SmackDown! (10 aprile 2003) | Semifinali SmackDown! (10 aprile 2003) | Semifinali SmackDown! (10 aprile 2003) |  |  | Finale SmackDown! (15 aprile 2003) | Finale SmackDown! (15 aprile 2003) | Finale SmackDown! (15 aprile 2003) |
|  |                                              |                                              |                                              |              |                |                                        |                                        |                                        |  |  |                                    |                                    |                                    |
|  |                                              | Chris Benoit                                 | Sottomissione                                |              |                |                                        |                                        |                                        |  |  |                                    |                                    |                                    |
|  |                                              | A-Train                                      | 06:55                                        |              |                |                                        |                                        |                                        |  |  |                                    |                                    |                                    |
|  |                                              | A-Train                                      | 06:55                                        |              | Chris Benoit   | Schienamento                           |                                        |                                        |  |  |                                    |                                    |                                    |
|  |                                              |                                              |                                              |              | Chris Benoit   | Schienamento                           |                                        |                                        |  |  |                                    |                                    |                                    |
|  |                                              |                                              | Rhyno                                        | 08:11        |                |                                        |                                        |                                        |  |  |                                    |                                    |                                    |
|  |                                              | Big Show                                     | Rhyno                                        | 08:11        | 04:13          |                                        |                                        |                                        |  |  |                                    |                                    |                                    |
|  |                                              | Big Show                                     |                                              |              | 04:13          |                                        |                                        |                                        |  |  |                                    |                                    |                                    |
|  |                                              | Rhyno                                        | Squalifica                                   |              |                |                                        |                                        |                                        |  |  |                                    |                                    |                                    |
|  |                                              |                                              |                                              |              |                |                                        |                                        |                                        |  |  |                                    | Chris Benoit                       | 13:54                              |
|  |                                              |                                              |                                              | John Cena    | Schienamento   |                                        |                                        |                                        |  |  |                                    |                                    |                                    |
|  |                                              | The Undertaker                               | Schienamento                                 |              |                |                                        |                                        |                                        |  |  |                                    |                                    |                                    |
|  |                                              | Rey Mysterio                                 | 03:23                                        |              |                |                                        |                                        |                                        |  |  |                                    |                                    |                                    |
|  |                                              | Rey Mysterio                                 | 03:23                                        |              | The Undertaker | 14:56                                  |                                        |                                        |  |  |                                    |                                    |                                    |
|  |                                              |                                              |                                              |              | The Undertaker | 14:56                                  |                                        |                                        |  |  |                                    |                                    |                                    |
|  |                                              |                                              | John Cena                                    | Schienamento |                |                                        |                                        |                                        |  |  |                                    |                                    |                                    |
|  |                                              | Eddie Guerrero                               | John Cena                                    | Schienamento | 04:52          |                                        |                                        |                                        |  |  |                                    |                                    |                                    |
|  |                                              | Eddie Guerrero                               |                                              |              | 04:52          |                                        |                                        |                                        |  |  |                                    |                                    |                                    |
|  |                                              | John Cena                                    | Schienamento                                 |              |                |                                        |                                        |                                        |  |  |                                    |                                    |                                    |

## Evento
| Ruolo:         | Nome:                             |
| -------------- | --------------------------------- |
| Commentatori   | Jonathan Coachman (Raw)           |
| Commentatori   | Jerry Lawler (Raw)                |
| Commentatori   | Michael Cole (SmackDown!)         |
| Commentatori   | Tazz (SmackDown!)                 |
| Commentatori   | Carlos Cabrera (lingua spagnola)  |
| Commentatori   | Hugo Savinovich (lingua spagnola) |
| Intervistatori | Lilian Garcia                     |
| Intervistatori | Terri Runnels                     |
| Annunciatori   | Howard Finkel (Raw)               |
| Annunciatori   | Tony Chimel (SmackDown!)          |
| Arbitri        | Charles Robinson (Raw)            |
| Arbitri        | Nick Patrick (Raw)                |
| Arbitri        | Earl Hebner (Raw)                 |
| Arbitri        | Chad Patton (Raw)                 |
| Arbitri        | Brian Hebner (SmackDown!)         |
| Arbitri        | Jim Korderas (SmackDownǃ)         |
| Arbitri        | Mike Sparks (SmackDownǃ)          |

Prima della messa in onda dell'evento, Scott Steiner sconfisse Rico a Sunday Night Heat.

### Match preliminari
Il primo match dell'evento fu quello valevole per il WWE Tag Team Championship tra la coppia campione del World's Greatest Tag Team (Charlie Haas e Shelton Benjamin) contro quella sfidante dei Los Guerreros (Eddie Guerrero e Chavo Guerrero). Il match iniziò con il Team Angle che si portò in vantaggio sui Los Guerreros dopo che Haas e Benjamin eseguirono un leapfrog stun gun su Eddie. Per lunghi tratti del match, Haas e Benjamin fecero sì che Eddie non potesse dare il cambio a Chavo. Tuttavia, Eddie riuscì poi a dare il cambio a Chavo e quest'ultimo iniziò a dominare il match. Dopo che Chavo distrasse l'arbitro, Eddie ne approfittò per colpire Haas con la Frog Splash, ma Chavo ottenne solamente un conto di due poiché Benjamin trascinò Haas all'esterno del ring. Dopo un altro tentativo di schienamento, Eddie e Benjamin iniziarono a combattere all'esterno del ring. Allo stesso tempo, Chavo tentò di eseguire un suplex su Haas all'interno del ring, ma Benjamin fece inciampare Chavo nel momento dell'esecuzione della manovra permettendo, così, a Haas di schienare Chavo per vincere il match e mantenere i titoli di coppia di SmackDown!.
Il match successivo fu tra Sean O'Haire (con Roddy Piper) e Rikishi. Il match iniziò con O'Haire che si portò in vantaggio dopo aver colpito Rikishi con una clothesline. In seguito, Rikishi colpì O'Haire con un samoan drop per poi tentare lo Stink Face. Piper provò poi a colpire Rikishi alla testa con una noce di cocco, ma quest'ultimo evitò l'attacco e ruppe la noce di cocco sulla testa di Piper. Tale distrazione permise a O'Haire di eseguire la Prophecy su Rikishi per schienarlo e vincere il match.
Il terzo match della serata fu quello valevole per il World Tag Team Championship, con Chief Morley come arbitro speciale, tra la coppia campione Kane e Rob Van Dam contro quella sfidante dei Dudley Boyz (Bubba Ray Dudley e D-Von Dudley). Il match iniziò con Kane e Van Dam che si portarono in vantaggio dopo che Kane eseguì una spinebuster su Bubba Ray. In seguito, i Dudley Boyz presero le redini dell'incontro dopo che D-Von colpì Van Dam con una sidewalk slam. Più avanti, Kane tornò in controllo del match e tentò di eseguire la Chokeslam su Bubba Ray, ma Morley colpì Kane con un low-blow. Successivamente, Lance Storm provò a interferire in favore di Kane e Van Dam, ma egli fu attaccato dai Dudley Boyz. Dato che Morley colpì inavvertitamente Bubba Ray con una clothesline, Bubba Ray e D-Von eseguirono la 3D su Morley. Le distrazioni di Storm e Morley consentirono a Kane e Van Dam di colpire Bubba Ray rispettivamente con la Chokeslam e la Five Star Frog Splash. Un secondo arbitro arrivò poi sul ring per sostituire Morley ed egli contò lo schienamento decisivo dando, così, la vittoria e il mantenimento dei titoli di coppia di Raw a Kane e Van Dam.
Il match che seguì fu quello valevole per il WWE Women's Championship tra la campionessa Trish Stratus e la sfidante Jazz (con Theodore Long). Dopo un batti e ribatti, Trish si portò in vantaggio dopo aver eseguito la Stratusfaction su Jazz. Durante lo schienamento, Long tirò una sua scarpa in testa a Trish andando, così, a liberare Jazz dallo schienamento. Nel finale, Trish tentò di colpire Jazz con uno springboard sunset flip, ma quest'ultima contrattaccò, sedendosi sopra a Trish, per poi schienare la campionessa e conquistare il titolo femminile facendo illegalmente leva sulle corde del ring.
Il quinto match fu tra Big Show e Rey Mysterio. Durante il match, Mysterio utilizzò la propria agilità per contrastare la potenza di Big Show. In seguito, Mysterio colpì Big Show con due 619. Durante un terzo tentativo di 619, Mysterio tentò la West Coast Pop, ma Big Show lo afferrò al volo per poi atterrarlo con la Chokeslam e schienarlo per vincere il match. Al termine dell'incontro, Mysterio venne soccorso e posizionato su una barella. Mentre Mysterio stava per essere trasportato nel backstage, Big Show ritornò a bordo ring e sollevò Mysterio (ancora attaccato alla barella) per poi sbatterlo contro un paletto di sostegno del quadrato.

### Match principali
Il match seguente fu quello per il WWE Championship tra il campione Brock Lesnar e lo sfidante John Cena. Il match iniziò con Lesnar che si portò in vantaggio dopo l'esecuzione di un suplex su Cena per poi fargli sbattere la testa contro il tavolo dei commentatori. In seguito, Cena iniziò la propria offensiva dopo aver lanciato Lesnar contro dei gradoni d'acciaio. Rientrati sul ring, Lesnar ritornò in controllo del match dopo aver colpito Cena con una spinebuster. Dopo che Lesnar eseguì una spear su Cena all'angolo, quest'ultimo tentò di spingere Lesnar addosso all'arbitro. Tale distrazione permise a Cena di colpire Lesnar con un low-blow. Successivamente, Cena provò a colpire Lesnar con una catena d'acciaio, ma l'arbitro gliela confiscò prima che potesse usarla contro il campione. Lesnar approfittò della situazione per eseguire la F-5 su Cena per poi schienarlo e mantenere il titolo.
Il settimo match dell'evento fu il Six-man Tag Team match tra il World Heavyweight Champion Triple H, Ric Flair e Chris Jericho contro Shawn Michaels, Kevin Nash e Booker T. Il team di Triple H, Flair e Jericho si portò in vantaggio dopo che Triple H entrò illegalmente sul ring per colpire Michaels con il Pedigree. In seguito, il team di Michaels, Nash e Booker iniziò a controllare il match dopo che Nash diventò l'uomo legale e attaccò tutti e tre gli avversari. Successivamente, mentre Nash era alle prese con Jericho, Booker eseguì lo Scissors Kick su Flair. Ciò portò ad una rissa tra Nash e Triple H all'esterno del ring. Allo stesso tempo, Jericho e Booker iniziarono a colpirsi a vicenda fuori dal quadrato, mentre Michaels e Flair combatterono all'interno del ring. Flair applicò poi la figure-four leglock su Michaels e, mentre quest'ultimo era rinchiuso nella presa di sottomissione di Flair, Jericho salì illegalmente sul ring per colpire Michaels con il Lionsault. In seguito, Nash si accorse di ciò che stava accadendo nel ring e smise di attaccare Triple H per poi salire sul quadrato, dove eseguì la Jackknife Powerbomb su Jericho per poi spingere Flair addosso all'arbitro. Dopo che l'arbitro venne messo accidentalmente KO, Triple H colpì Nash con lo sledgehammer per poi schienarlo e vincere il match per il proprio team.
Il main event fu il match tra Goldberg e The Rock. Durante la fasi iniziali del match, The Rock prese in giro Goldberg all'esterno del ring per evitare di lottare contro di lui. In seguito, The Rock rientrò sul ring, ma Goldberg lo colpì con una Rock Bottom per portarsi in vantaggio. Goldberg provò poi a colpire The Rock con la Spear, ma quest'ultimo schivò l'attacco e Goldberg finì contro il paletto del ring. Dato ciò, The Rock si portò in controllo del match per poi applicare la Sharpshooter su Goldberg. Goldberg riuscì poi a liberarsi dalla presa dopo aver toccato le corde del ring. Successivamente, The Rock tentò la Rock Bottom, ma Goldberg rovesciò la manovra e colpì The Rock con la Spear. Dopodiché, The Rock si riprese per poi colpire Goldberg con due spinebuster, una Rock Bottom ed un People's Elbow, ma ottenne solamente un conto di due. Nel finale, Goldberg eseguì due Spear su The Rock per poi colpirlo con la Jackhammer per schienarlo e vincere il match.

## Risultati
| #    | Match                                                                                     | Stipulazioni                                      | Durata |
| ---- | ----------------------------------------------------------------------------------------- | ------------------------------------------------- | ------ |
| Heat | Scott Steiner ha sconfitto Rico                                                           | Single match                                      | 2:27   |
| 1    | Charlie Haas e Shelton Benjamin (c) hanno sconfitto i Los Guerreros                       | Tag team match per il WWE Tag Team Championship   | 15:03  |
| 2    | Sean O'Haire (con Roddy Piper) ha sconfitto Rikishi                                       | Single match                                      | 4:52   |
| 3    | Kane e Rob Van Dam (c) hanno sconfitto i Dudley Boyz                                      | Tag team match per il World Tag Team Championship | 13:01  |
| 4    | Jazz (con Teddy Long) ha sconfitto Trish Stratus (c)                                      | Single match per il WWE Women's Championship      | 5:50   |
| 5    | Big Show ha sconfitto Rey Mysterio                                                        | Single match                                      | 3:47   |
| 6    | Brock Lesnar (c) ha sconfitto John Cena                                                   | Single match per il WWE Championship              | 15:14  |
| 7    | Chris Jericho, Ric Flair e Triple H hanno sconfitto Booker T, Kevin Nash e Shawn Michaels | Six-man tag team match                            | 17:51  |
| 8    | Goldberg ha sconfitto The Rock                                                            | Single match                                      | 13:03  |